# Zuster Klivia

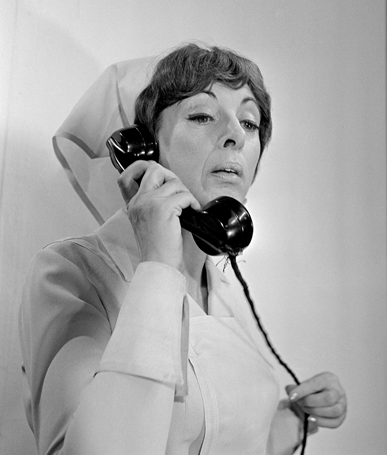
Zuster Klivia gespeeld door Hetty Blok in 1966

Zuster Klivia is een personage uit de televisieserie (en ook de latere speelfilm en musical) Ja zuster, nee zuster, geschreven door Annie M.G. Schmidt met muziek van Harry Bannink. 
Klivia is een verpleegster, afkomstig uit Groningen. Wat ze daar gedaan heeft vermeldt de historie niet, maar op een bepaald moment is ze naar 'het westen' gekomen, om in de Primulastraat in een grote stad (Amsterdam? Rotterdam?) een rusthuis te beginnen. Ze huurt het pand van haar buurman, de korzelige Barend Boordevol. Het rusthuis pakt wat anders uit dan iedereen dacht. Er wonen geen oude mensen, maar een aantal jongelui, onder wie het meisje Jet, en de jongens Bobby en Bertus. In de kelder doet een wazige ingenieur allerlei proeven die steevast op een ontploffing uitlopen. Klivia is de spil in het hele gebeuren, die iedereen bij elkaar houdt, en iedere keer met succes opbokst tegen de streken van Boordevol. Haar motto is: Doe wat je 't liefste doet, daar rust je het best van uit. 
Verschillende actrices die deze rol speelden in Ja zuster, nee zuster:
- Hetty Blok (1920-2012), een Nederlandse cabaretière, actrice en zangeres, speelde in de tv-serie uit 1966
- Loes Luca (1953), een Nederlandse actrice en comédienne, speelde in de film uit 2002
- Annick Boer (1971), een Nederlandse musical- en televisieactrice, speelde in de musical uit 2009